# Bébé
Bébé, Tiago Manuel Dias (Agualva-Cacém, 1990. július 12. –) portugál születésű zöld-foki válogatott labdarúgó, szélsőjátékos a Rayo Vallecano játékosa. Abszolút kétlábas játékos.

## Pályafutása
Bébé zöld-foki szigeteki bevándorló, a harmadik játékos a Manchester Unitedben, aki zöld-foki szigeteki származású, akik voltak: Nani, Henrik Larsson. Bébé 2009 nyarán aláírt a portugál másodosztályban Estrela de Amadora csapatához. 2010. augusztus 11-én aláírt a Manchester United csapatához, 7 400 000 fontot fizettek érte. Ennek ellenére ő ment volna a PSV Eindhoven csapatába, de a Manchester United ajánlata csábítóbb volt.

## Sikerei, díjai
- Benfica
  - Primeira Liga: 2014-15
  - Supertaça Cândido de Oliveira: 2014

- Rayo Vallecano
  - Segunda División: 2017–18